# 加里巴尔迪·斯皮吉
加里巴尔迪·斯皮吉（義大利語：Garibaldi Spighi，1891年6月12日—1978年7月9日），意大利男子马术运动员。他曾代表意大利参加1920年夏季奥林匹克运动会马术比赛，获得团体三日赛银牌。